# Stratinska
Stratinska (szerbül: Стратинска), település Banja Luka községben, Bosznia-Hercegovinában, Bosanska krajina területén, a Szerb Köztársaságban. 

## Fekvése
Bosznia-Hercegovina északi részén, Banja Luka központjától légvonalban 25, közúton 38 km-re nyugatra, a Gomjenica bal oldali mellékvize, a Stratinska-patak, valamint ennek mellékvizei, a Milosavka és a Grabovica-patakok mentén és a környező hegyeken, a Behremaganic-hegység területén, 270-500 méteres magasságban fekszik. 

## Népessége
| Nemzetiségi csoport | Népesség 1991 | Népesség 2013 |
| ------------------- | ------------- | ------------- |
| Szerb               | 311           | 195           |
| Bosnyák             | 0             | 0             |
| Horvát              | 412           | 4             |
| Jugoszláv           | 5             | 0             |
| Egyéb               | 2             | 0             |
| Összesen            | 730           | 199           |

## Története
Stratinska területe rendkívül gazdag vasércben, amely felszíni bányászatának köszönhetően már az ókorban is nagyon könnyen kitermelhető volt. Még ma is vannak nyomai az érc olvasztásának helyének, ami megerősíti ezt az információt. Ilyen lelőhely található a Stratinska-patak jobb partján, a Kliment-hegy alatt, ahol római kori fémfeldolgozó üzem maradványai találhatók. A település a középkorban is lakott volt, ezt igazolja középkori temetőjének néhány fennmaradt sírköve.
A települést az ortodox szerbeken kívül Hercegovinából érkezett katolikusok is lakták. A katolikusok betelepülése valamikor 1820 után történt. A stratinskai római katolikus plébániát 1872-ben alapították, amikor leválasztották a sasinai plébániáról. Ettől az évtől kezdve vannak anyakönyvei. Korábban ez a terület a Stari Majdan-i plébániához tartozott. A plébánián belül számos régi templom nyomai vannak, köztük a Szent Lukács-templom maradványai a török előtti időkből. A plébániaalapítás után plébániai lakás és szerény fatemplom épült a faluban.
A település 1878-ig tartozott az Oszmán Birodalomhoz, ekkor a berlini kongresszus határozata alapján az Osztrák-Magyar Monarchia része lett. 1879-ben az első osztrák-magyar népszámlálás során a Banja Luka-i járáshoz tartozó településnek 86 háztartása, 200 ortodox és 331 katolikus lakosa volt. 1910-ben a Banja Luka-i járáshoz tartozó településen 135 háztartást, 297 ortodox és 607 katolikus lakost találtak. A monarchia szétesésével 1918-ban előbb a Szerb-Horvát-Szlovén Királyság, majd 1929-től a Jugoszláv Királyság része. 1921-ben a községnek összesen 135 háztartása és 903 lakosa volt. Jugoszlávia megszállása után a Független Horvát Állam (NDH) része lett. 1944. augusztus 25-én a falu katolikus plébánosát, Danijel Briševac atyát a csetnikek meggyilkolták. A második világháború után a szocialista Jugoszláviához tartozott. Az 1961-es népszámláláskor Bronzani Majdan községnek 18 046 lakosa volt, és a következő településeket foglalta magában: Bistrica, Borkovići, Bronzani Majdan, Vilusi, Goleši, Zelenci, Kmećani, Melina, Obrovac, Pervan Gornji, Pervan Donji, Slavmanići, Stratinska és Subotica. 1963-ban megszüntették az addig önálló Bronzani Majdan községet és területét Banja Lukához csatolták. 1995-ben a boszniai háború végén a horvát lakosságot elűzték, templomukat és plébániájukat lerombolták. A daytoni békeszerződést követő területfelosztásnál Banja Luka község részeként a Szerb Köztársaság területéhez került.

## Nevezetességei
- A Páduai Szent Antal római katolikus plébániatemplom 1926-ban épült. 26 méter hosszú és 9 méter széles. A második világháborúban megsérült, de később újjáépítették. Két harangja van. A boszniai háború előtt a templom alapos helyreállítását tervezték. A helyreállításra a háború miatt nem került sor, mert a templomot kifosztották és súlyosan megrongálódott. 2005-ben a tetőt javították. A templomot mielőbb újjá kellene építeni, mert befolyik az esővíz és állaga fokozatosan romlik. A jelenlegi plébániaház 1949-ben épült, 1986-ban pedig közösségi terem épült mellé. A plébániaházban 1995 óta sanicai szerb menekültek tartózkodnak. A plébániához Stratinska, Debeljak, Gornji és Donji Obrovac falvak tartoznak.[5]

- Donja Stratinska Szentháromság tiszteletére szentelt ortodox templomát 2010-ben szentelték fel.[9]

- A Stratinska-patak jobb partján, a Kliment-hegy alatt római kori fémfeldolgozó üzem maradványai találhatók. Az itteni bronz és vastárgyak közül kiemelkedik egy bronz gyűrű a belegravírozott ornamentika diszítéssel.[4]

- Késő középkori temető maradványai, benne négy darab fennmaradt, szabálytalan alakú stećak sírkővel. A temető többi része megsemmisült a későbbi katolikus temetkezések miatt.[4]